# 孫家駅
孫家駅（そんかえき）とは、中華人民共和国黒竜江省ハルビン市香坊区に位置する拉浜線、王孫線の駅。

## 歴史
- 1934年　開業。

## 隣の駅
中華人民共和国鉄道部
拉浜線
黎明駅 - 孫家駅 - 香坊駅
王孫線
ハルビン南駅 - 孫家駅
座標: 北緯45度41分37秒 東経126度40分40秒 / 北緯45.6936度 東経126.6778度